# Jan Kefer

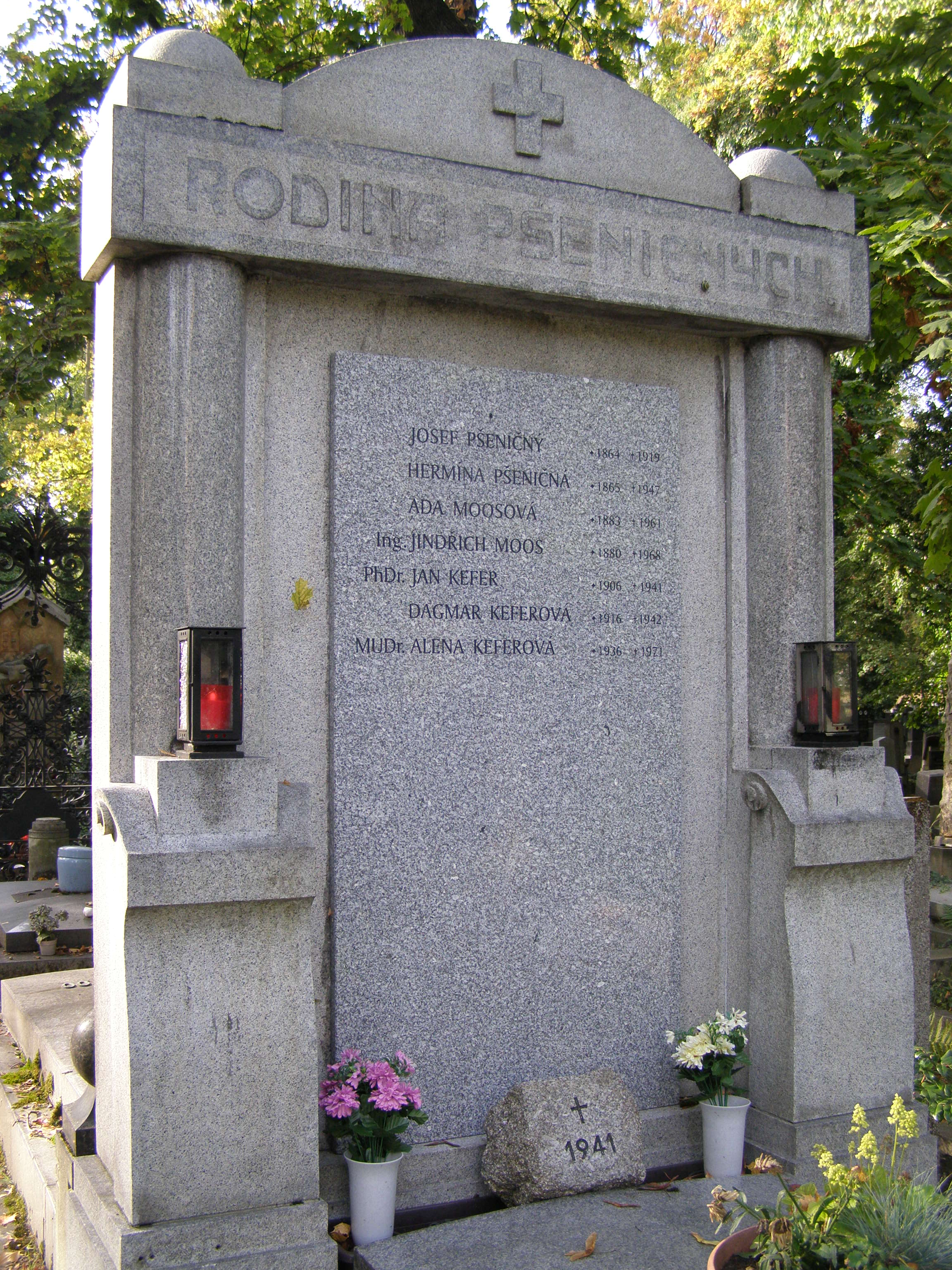
Hrob na hřbitově Malvazinky v Praze

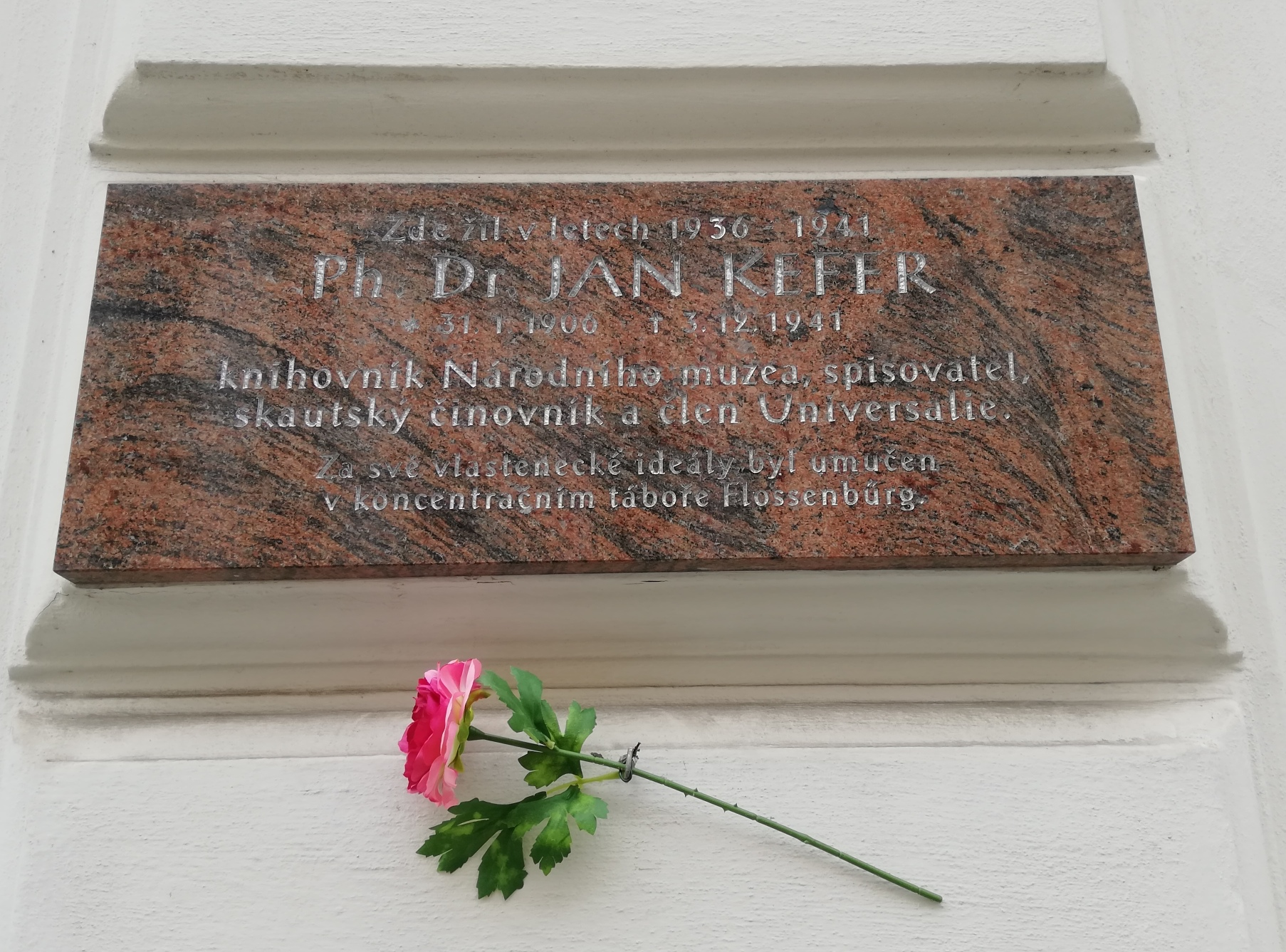
Pamětní deska na pražském Smíchově

Jan Kefer (31. ledna 1906 Nový Bydžov – 3. prosince 1941 Flossenbürg) byl český astrolog, hermetik a publicista meziválečného období 20. století.

## Biografie
Narodil se v novobydžovské měšťanské rodině. Jeho otec Ludvík pocházel z Bavorska, matka Františka Češka z měšťanské rodiny panského správce. Existuje legenda, že se narodil jako nevidomý, ale ve skutečnosti jen byl v dětství slabozraký na jedno oko. V Praze studoval na Arcibiskupském gymnáziu v Praze-Bubenči ve třídě slavného znalce mystiky Jaroslava Ovečky. V zájmu o hermetismus jej ovlivnil i jeho poručník, historik Čeněk Zíbrt. Absolvoval noviciát premonstrátského Strahovského kláštera, z řádu však odešel a vystudoval Filozofickou fakultu Karlovy univerzity. Studia zakončil doktorátem roku 1928.
Pracoval jako knihovník Národního muzea v Praze, později jako knihovník Strahovského kláštera a ve Vatikánské knihovně. Byl dlouholetým sekretářem a později i předsedou společnosti československých hermetiků Universalie a redaktorem časopisu Logos. Zabýval se astrologií, kabalou, magií, alchymií a theurgií. Je autorem řady prací o astrologii a hermetismu, ve společnosti Universalia přednesl na tato témata řadu přednášek. Řadu významných děl přeložil do češtiny, např. Tibetskou knihu mrtvých a díla o magii Eliphase Léviho. Ovládal celkem dvanáct jazyků.
V roce 1935 se oženil s Dagmar Moosovou (1916–1942) a následujícího roku se jim narodil syn Reginald.
Před německou okupací českých zemí navštívil s dalším hermetikem Františkem Kabelákem Edvarda Beneše a nabídli mu pomoc v podobě astrálních útoků proti Adolfu Hitlerovi, což prezident odmítl. Přesto se v letech 1938 až 1941 pod vedením Kefera uskutečnily minimálně tři takové pokusy.
Byl zatčen 18. června 1941 gestapem za svoje projevy proti okupační moci na půdě Universalie. Zemřel v koncentračním táboře Flossenbürg. Předtím mu byla nabídnuta spoluúčast v týmu astrologů Adolfa Hitlera, což však odmítl. Později naopak proti Hitlerovi provedl několik magických útoků (zahrnujících rituální „astromagické“ zničení jeho horoskopu).
Byl pohřben do rodinného hrobu na Malvazinkách, oddělení D I, číslo hrobu 239. Původně zde bylo chybně uvedeno křestní jméno Josef. Až teprve roku 2015 nechal jeho syn tuto chybu opravit. O rok dříve umístila radnice Prahy 5 na hrob kámen z koncentračního tábora Flossenbürg. Kámen je označen letopočtem úmrtí.
Jeho manželka zemřela o pouhých pár měsíců později. Osiřelý syn žil s prarodiči na pražském Smíchově.
Dr. Janu Keferovi byla dne 25. října 2012 jako prvnímu z československých hermetiků odhalena pamětní deska, připomínající jeho činnost knihovníka Národního muzea, spisovatele, skautského činovníka a člena Universalie; deska zmiňuje i jeho umučení v koncentračním táboře. Je umístěna na adrese jeho posledního občanského bydliště, v ulici Pavla Švandy ze Semčic čp. 850 v Praze 5. Na pamětní desce je nápis: Zde žil v letech 1936 - 1941 / Ph. Dr. JAN KEFER / * 31.1.1906   † 3.12.1941 / knihovník Národního muzea, spisovatel, / skautský činovník a člen Universalie. / Za své vlastenecké ideály byl umučen / v koncentračním táboře Flossenbürg.

## Tvorba
- Syntetická magie – vycházela od roku 1935 v sešitech; celkem vyšlo 30 sešitů – nedokončeno.
- Theurgie – soukromý tisk 1935.
- Theurgie magické evokace – lóžový tisk 1937
- Praktická astrologie aneb Umění předvídání a boje proti osudu – 1939
- Encyklopedie zapomenutého vědění – 1940 – vyšly pouze dva sešity

### Posmrtná vydání
- Syntetická magie (Praha, Trigon 1991)
- Theurgie (Praha, Trigon 1991)
- Theurgie magické evokace (Praha, Trigon, 1991)
- Praktická astrologie aneb, Umění předvídání a boje proti osudu (Praha, Trigon 1993, 1996 a Olomouc, J. W. Hill 2000)
- Poselství hvězd (charakter a životní orientace ve světle astrologie, ilustrace V. Petružalková; Liberec, Santal 1994, 1996)
- Magická praktika (Praha, Trigon 1995)
- Encyklopedie okultismu, filosofie a mythologie (Universalia 1932–1940; Jindřichův Hradec, Martin Jůna 2015–)
- Astrologická diagnostika, A–J (vyšel pouze jeden sešit; Jindřichův Hradec, Martin Jůna 2016)
- Hermova smaragdová deska (autoři Jan Kefer a Ladislav Málek; Jindřichův Hradec, Martin Jůna 2016)
- Zajímavá postava Cagliostrova (autoři Jan Kefer a Ladislav Málek; Jindřichův Hradec, Martin Jůna 2016)